# Bronceador

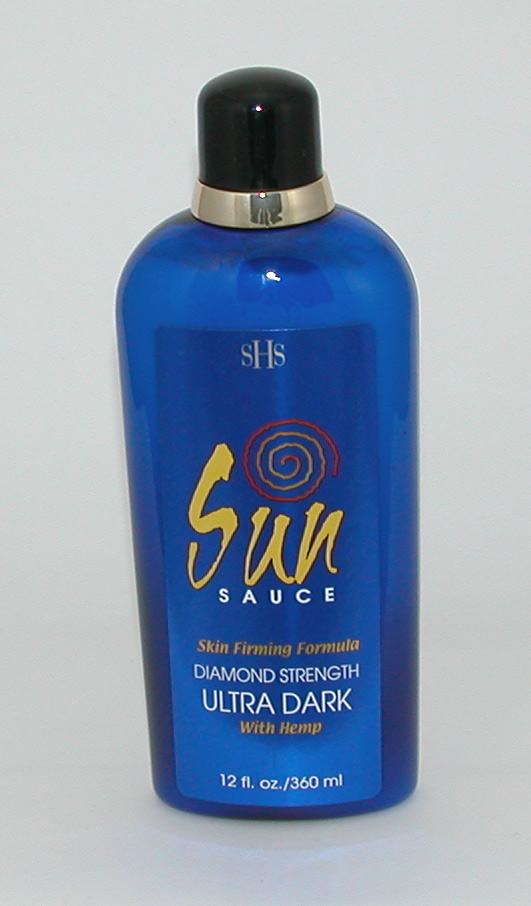
Una botella típica de loción bronceadora de interior.

Un bronceador es un producto para broncear la piel sin sol o aumentar el efecto de este. Es producido a base de aceites. No sirve para evitar el cáncer de piel.